# کنس ما
کِنِس (ما هُن وا) (زادهٔ ۲۴ مارس ۱۹۶۰) رانندهٔ مسابقات اتومبیلرانی هنگ کنگی است که در حال حاضر در مسابقات TCR Asia Series رقابت می‌کند. او پیشتر در مسابقات سری Clio Cup China و سری فرمول آسیایی رنو نیز شرکت کرده بود.